# Shadman
Shadman (moderna vila d'Hisor diferent de la ciutat d'Hissor) fou una fortalesa al Caghaniyan (modern Tadjikistan), situada a la riba del riu Hanaka i a pocs quilòmetres al nord de la vora del riu Kafirnigan (a la dreta seguint el curs del riu, al nord-oest del riu en posició general), a uns 18 km al sud-oest de la moderna Dushambe, la capital del Tadjikistan. La moderna ciutat es diu Hissor (amb doble “s”) i està situada a 2 km al nord-oest de l'antiga fortalesa.

## Història
Qazaghan la va cedir a Tamerlà junt amb les rendes d'Urkunje. A la mort de Qazaghan el 1358, Tamerlà no va tardar en cedir la meitad de Shadman a Buyan Suldus a canvi del seu suport. Buyan Suldus va sortir d'allí quan va anar a combatre a Abd Allah ibn Qazaghan el 1358. No obstant, en el repartiment que va seguir tota la zona va quedar en poder del tuman dels Suldus i Shadman (o Hissar Shadman) en fou la principal fortalesa. Encara a la mort de Tamerlà els sulduz conservaven una certa influència local a Shadman.